# Samci
Samci är en ort i Kroatien.   Den ligger i länet Krapina-Zagorjes län, i den norra delen av landet, 19 km norr om huvudstaden Zagreb. Samci ligger 224 meter över havet och antalet invånare är 276.
Terrängen runt Samci är platt åt nordväst, men åt sydost är den kuperad. Terrängen runt Samci sluttar norrut. Runt Samci är det ganska glesbefolkat, med 42 invånare per kvadratkilometer. Närmaste större samhälle är Zagreb - Centar, 19,1 km söder om Samci. Omgivningarna runt Samci är en mosaik av jordbruksmark och naturlig växtlighet.